# Pointes de la Glière
Le Pointes de la Glière (3.386 m s.l.m.) sono una montagna delle Alpi della Vanoise e del Grand Arc nelle Alpi Graie.

## Descrizione
La montagna è costituita da due vette: la Grande Glière (3.386 m) e la Petite Glière (3.322 m).

## Accesso alla vetta
Si può salire sulla vetta partendo Les Fontanettes, località di Pralognan-la-Vanoise.